# Tala Peta
Tala Peta is een bestuurslaag in het regentschap Deli Serdang van de provincie Noord-Sumatra, Indonesië. Tala Peta telt 2140 inwoners (volkstelling 2010).